# Maison Schott
La maison Schott est un édifice situé dans la ville de Nancy, dans la Meurthe-et-Moselle en région Lorraine (Grand Est).

## Histoire
Elle fut construite par l'architecte Georges Biet lors de l'ouverture du quai Choiseul pour Louis Schott et son épouse Léonie Chambry entre 1863 et 1900, date à laquelle ils font construire, sur le côté sud-est, un jardin d'hiver éclairé par des verrières. À la mort de Louis Schott en 1926 et de son épouse, la maison devient la propriété de leur fille Madeleine Schott, épouse Dengler.
Les verrières du jardin d"hiver ont été inscrites au monuments historiques au titre objet le 25 février 1994. Depuis lors, la maison est ouverte au public sur demande auprès des propriétaires actuels.
La véranda en totalité (murs, plafonds, sol et décor tant de menuiserie que de vitrail) a été inscrite aux monuments historiques par arrêté du 18 mai 2009.

## Description
La maison est caractéristique de l'Art nouveau et de l’École de Nancy. Elle est remarquable, essentiellement par son jardin d'hiver, par sa décoration polychrome et par l'emploi de matériaux variés. La façade sud, en alternance de briques rouges et blanches, est ornée d'une bande de céramique polychrome qui représente du houx entourant une fleur. Le sol du jardin d'hiver et de l'entrée s'orne de carreaux en ciment décorés d'un motif floral.
Le vitrail du repos de l'escalier représente des formes géométriques. Un cache-radiateur en fer forgé représente une sphère à rayonnement à spirales. Au premier étage, des peintures murales inspirées du répertoire végétal représentent des liserons et des feuilles de vigne dans le style Art nouveau.
L'élément le plus remarquable est l'ensemble de verrières éclairant le jardin d'hiver, dû au maître-verrier Antoine Bertin,.